# Campeonato Chileno de Futebol de 1942
O Campeonato Chileno de Futebol de 1942 (oficialmente Campeonato Nacional de Fútbol de la Primera División) foi a 10ª edição do campeonato do futebol do Chile. Os clubes jogavam em turno e returno. Não houve rebaixamento pois a Serie B Profesional de Chile foi desmantelada. Somente em 1943 seria refeita como División de Honor Amateur, que, como o nome indica, não era profissional, mas também é um campeonato de segunda divisão predecessor do Campeonato Chileno de Futebol - Segunda Divisão.

## Participantes
| Equipe                                        | Cidade        | Região                | No ano anterior | Estádio                       | Capacidade | Títulos                    | Participações |
| --------------------------------------------- | ------------- | --------------------- | --------------- | ----------------------------- | ---------- | -------------------------- | ------------- |
| Audax Club Sportivo Italiano                  | La Florida    | Província de Santiago | Terceiro Lugar  | Estádio Santa Laura           | 22.375     | 1 (1936)                   | 10            |
| Club Social y Deportivo Colo-Colo             | Ñuñoa         | Província de Santiago | Campeão         | Estádio Nacional de Chile     | 55.100     | 3 (1937, 1938, 1940)       | 10            |
| Club Deportivo Magallanes                     | Maipú         | Província de Santiago | Quarto Lugar    | Estádio de la Escuela Militar | ---        | 4 (1933, 1934, 1935, 1938) | 10            |
| Club de Deportes Badminton                    | Santiago      | Província de Santiago | Décimo Lugar    | Estádio Carabineros           | 12.000     | 0 (não possui)             | 10            |
| Corporación Club de Deportes Santiago Morning | Independencia | Província de Santiago | Vice Campeão    | Estádio Santa Laura           | 22.375     | 0 (não possui)             | 7             |
| Club Universidad de Chile                     | Santiago      | Província de Santiago | Nono Lugar      | Estádio Santa Laura           | 22.375     | 1 (1940)                   | 5             |
| Club de Deportes Green Cross                  | Santiago      | Província de Santiago | Oitavo Lugar    | Estádio Carabineros           | 12.000     | 0 (não possui)             | 5             |
| Santiago National Juventus Football Club      | Independencia | Província de Santiago | Sétimo Lugar    | Cancha de la Chacra Bezanilla | ---        | 0 (não possui)             | 3             |
| Club Deportivo Universidad Católica           | Las Condes    | Província de Santiago | Sexto Lugar     | Estádio Santa Laura           | 22.375     | 0 (não possui)             | 4             |
| Unión Española                                | Independencia | Província de Santiago | Quinto Lugar    | Estádio Santa Laura           | 22.375     | 0 (não possui)             | 9             |

## Campeão
| Campeão Chileno 1942                                                              |
| --------------------------------------------------------------------------------- |
| Corporación Club de Deportes Santiago Morning (Independencia) (1º título) Campeão |